# Donghai Dao
Donghai Dao är en ö i Kina. Den ligger i provinsen Guangdong, i den södra delen av landet, omkring 370 kilometer sydväst om provinshuvudstaden Guangzhou. Arean är 286 kvadratkilometer. Den sträcker sig 19,1 kilometer i nord-sydlig riktning, och 32,5 kilometer i öst-västlig riktning.
Genomsnittlig årsnederbörd är 1 922 millimeter. Den regnigaste månaden är juli, med i genomsnitt 354 mm nederbörd, och den torraste är februari, med 14 mm nederbörd.